# Hästskotjärnen, Bohuslän
Hästskotjärnen är en sjö i Munkedals kommun i Bohuslän och ingår i Örekilsälvens huvudavrinningsområde. Sjöns area är 0,039 kvadratkilometer och den är belägen 180 meter över havet.